# Атанас Атанасов (БКП)
Вижте пояснителната страница за други личности с името Атанас Атанасов.
Атанас Ангелов Атанасов е български инженер, политик от БКП.

## Биография
Роден е на 20 октомври 1941 г. в смолянското село Арда. От 1968 г. е член на БКП. Завършил е Висшия машинно-електротехнически институт „В. И. Ленин“ в София със специалност „електрически апарати и машини“. През 1971 г. започва работа като инженер в Териториално-изчислителния център в Смолян. Впоследствие е ръководител на Центъра за комплексно обществено обслужване и началник на отдел „Стопански“ в Окръжния народен съвет на града. От 1974 до 1975 г. е завеждащ сектор в отдел „Промишлено-стопански“ на Окръжния комитет на БКП. Учи две години в Академията за обществени науки при ЦК на КПСС в Москва. От 1977 г. е секретар на Окръжния комитет на БКП в Смолян, а от 1980 г. председател на Окръжния народен съвет в Смолян. През април 1983 г. е първи секретар на Окръжния комитет на БКП в града. Кандидат-член на ЦК на БКП от 1981 до 1990 г. Депутат в IX народно събрание.